# Čechy pod Kosířem
Čechy pod Kosířem este o arie protejată (arie specială de conservare — SAC, sit de importanță comunitară — SCI) din Republica Cehă întinsă pe o suprafață de 0,39 ha, integral pe uscat.

## Localizare
Centrul sitului Čechy pod Kosířem este situat la coordonatele 49°32′59″N 17°02′15″E / 49.549722°N 17.0375°E.

## Înființare
Situl Čechy pod Kosířem a fost declarat sit de importanță comunitară în aprilie 2005 pentru a proteja 1 specie de animale. Situl a fost protejat și ca arie specială de conservare în decembrie 2013.

## Biodiversitate
Situată în ecoregiunea continentală, aria protejată nu include niciun habitat protejat.
La baza desemnării sitului se află o specie protejată de  mamifere: liliacul mic cu potcoavă (Rhinolophus hipposideros).